# Stauchitz
Stauchitz ist eine verwaltungsgemeinschaftsfreie Gemeinde im Westen des Landkreises Meißen im Freistaat Sachsen.

## Geographie und Verkehr

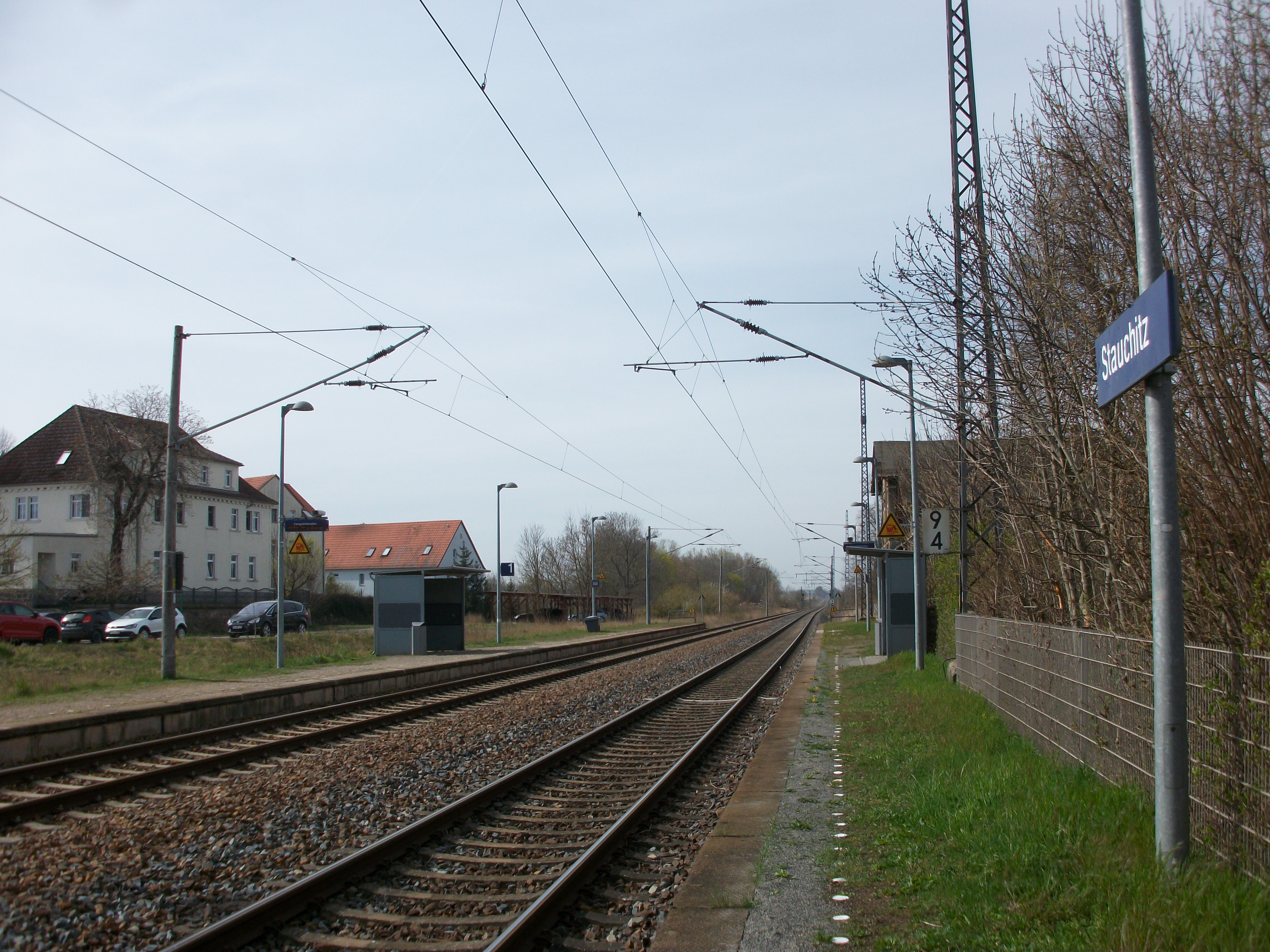
Haltepunkt Stauchitz (2022)

Die Gemeinde liegt am Nordwestrand der Lommatzscher Pflege. Die Nachbarstädte sind Oschatz (15 km), Meißen (23 km), Döbeln (23 km), und Riesa (10 km). Die B 6 (im Norden) und die B 169 (in Nord-Süd-Richtung) sowie die Bahnstrecke Riesa–Chemnitz (Haltepunkte in Stauchitz und Seerhausen) verlaufen durch das Gemeindegebiet. Durch die Gemeinde fließt der Fluss Jahna. Stauchitz liegt am Jahnatal-Radwanderweg.

## Ortsteile
Zur Gemeinde gehören die Ortsteile:
| - Bloßwitz, - Dobernitz, - Dösitz, - Gleina, - Groptitz, - Grubnitz, - Hahnefeld, | - Ibanitz, - Kalbitz, - Panitz, - Plotitz, - Pöhsig, - Prositz, - Ragewitz, | - Seerhausen, - Staucha, - Stauchitz, - Steudten, - Stösitz, - Treben, - Wilschwitz. |

## Geschichte
- Bloßwitz

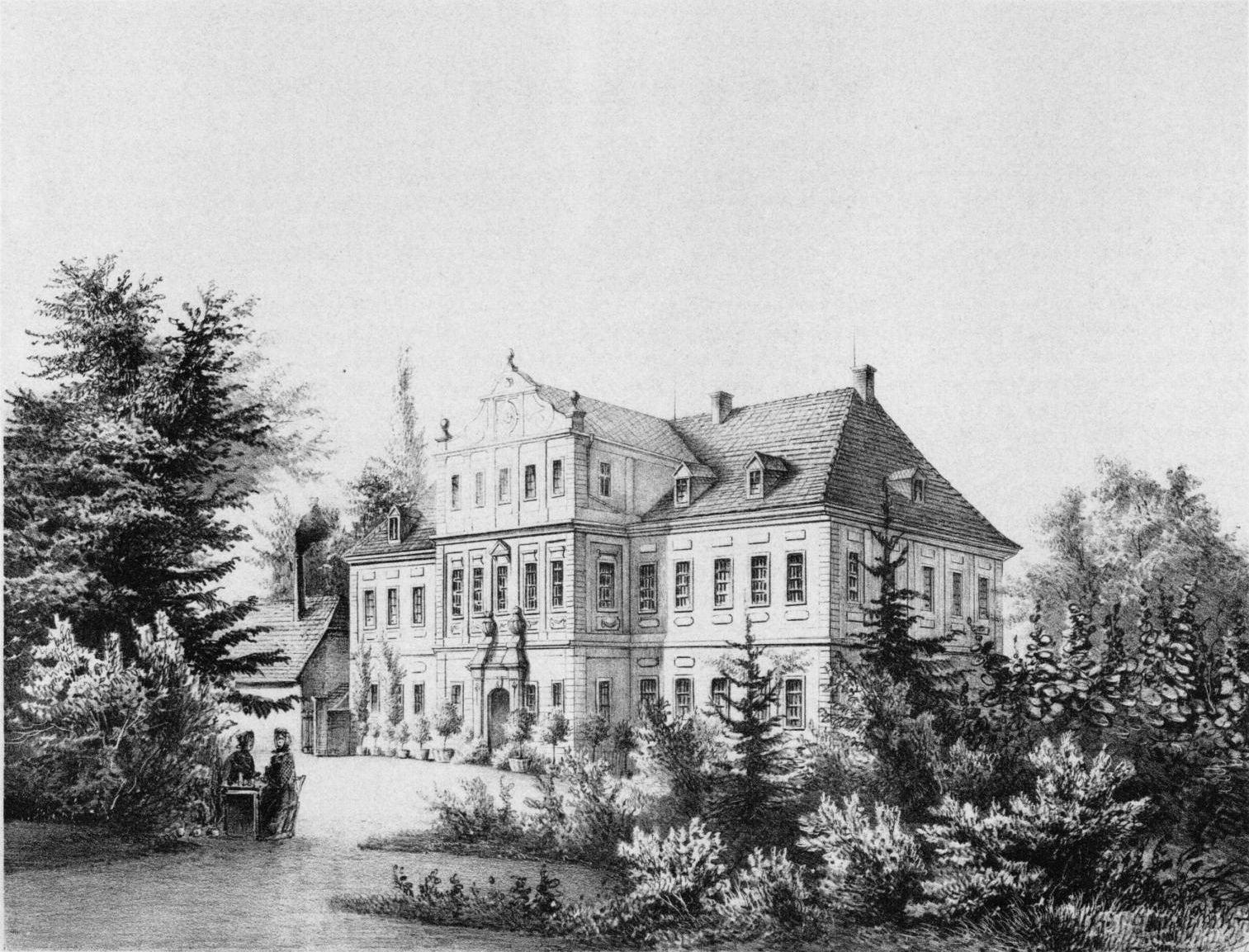
Rittergut Stauchitz um 1860

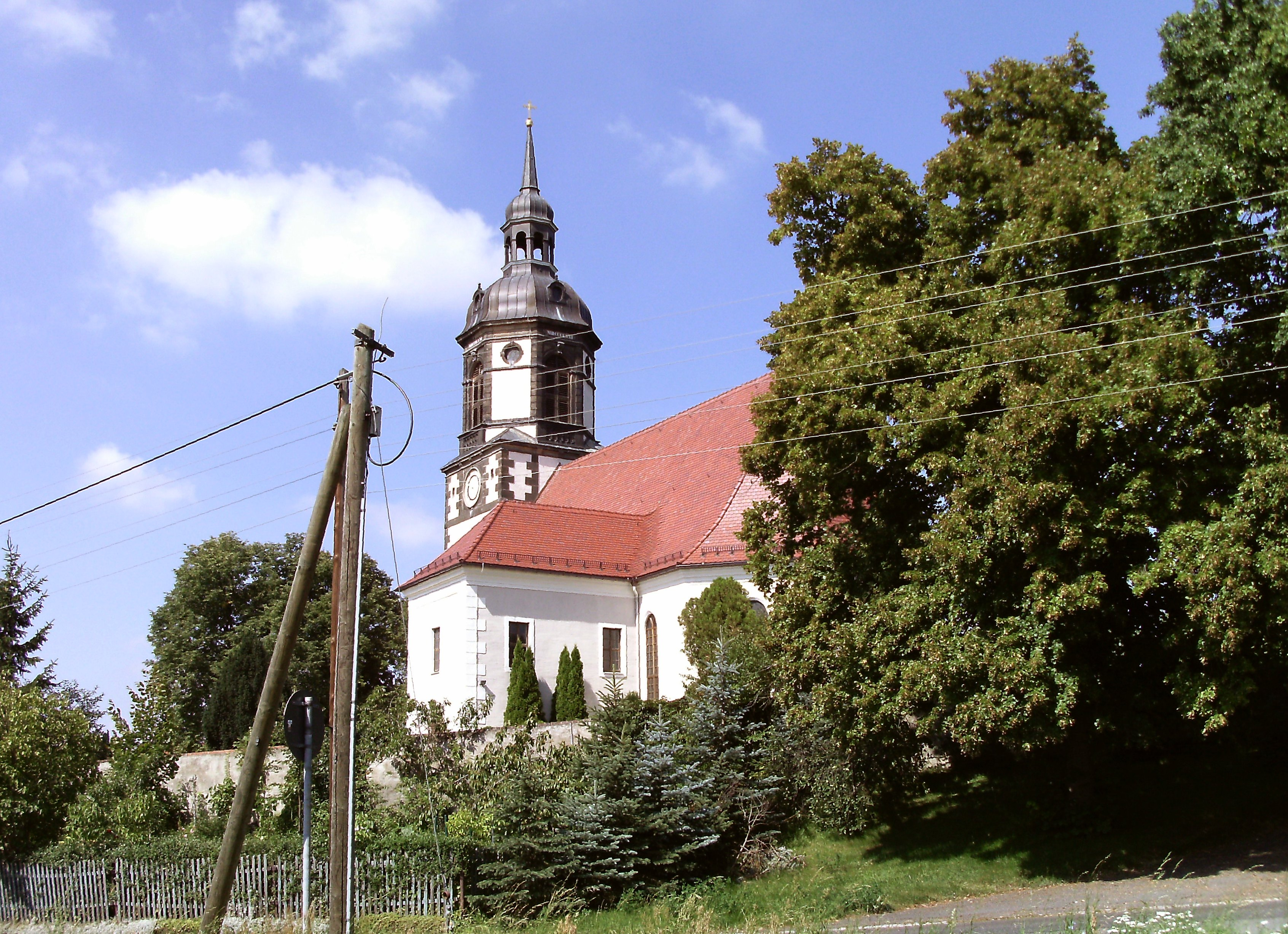
Dorfkirche Bloßwitz

Dieser Ortsteil wird im Jahr 1226 erstmals als Herrensitz Blosewitz urkundlich erwähnt. Der Name geht auf den slawischen Lokator Bloz zurück.
- Dobernitz

Der Ort wird im Jahr 1334 unter dem Namen Dodranwicz erwähnt. Der Name kommt aus dem Altsorbischen und bedeutet so viel wie Guter Ort, abzuleiten von dobry = gut.
- Dösitz

Das Dorf wird im Jahr 1261 als Teskuiz erwähnt. Der Name geht auf den slawischen Lokator Utesk zurück. Die Gegend wird aber seit alters her besiedelt, davon zeugt der Fund von jungsteinzeitlicher Schnurkeramik.
- Gleina

In Gleina als Glynen ist seit dem Jahr 1296 ein Herrensitz belegt. Der Ortsname lässt sich von altsorbischen glina = Lehm ableiten.
- Groptitz

Groptitz wird im Jahr 1323 als Gruptiz erwähnt, vom Lokator Grubota abgeleitet. Es wurde am 1. April 1938 nach Seerhausen eingemeindet und mit diesem am 1. Oktober 1996 nach Plotitz. Markant ist der über viele Kilometer hinweg und vor allem von Riesa aus sichtbare Berg der Deponie Groptitz, die inzwischen umzäunt und begrünt ist und von deren umgebendem Gelände man einen guten Blick über die Stadt Riesa hat.
- Grubnitz

Der Ort wird um 1320 als Grobanuwicz erwähnt. Der Name wurde vom Namen Gruban abgeleitet. In der Nähe von Grubnitz wurde eine germanische Siedlung im Jahnatal entdeckt. Im Jahr 1350 wird das Dorf auch als Herrensitz erwähnt.
- Hahnefeld

Hahnefeld erstmals als Hanvelt erwähnt, wurde im Jahr 1296 als Herrensitz erwähnt.
- Ibanitz

Im Jahr 1329 als Ywanwicz erwähnt, was so viel wie Dorf des Ivan bedeutet.
- Kalbitz

Der Ort wurde im Jahr 1283 als Calewicz erwähnt, die Bezeichnung könnte sich von kal = Sumpf ableiten.
- Panitz

Im Jahr 1279 als Panitz erwähnt, was so viel wie Herrendorf (Pan = Herr) bedeutet.
- Plotitz

Plotitz wurde als Rundplatzdorf am Hang des Mehltheuerbaches angelegt. Schon vor dem Jahr 1190 gab es hier einen Herrensitz. Der Ortsname dürfte sich vom altsorbischen bloto = Sumpf ableiten.
- Pöhsig

Der Ort entstand aus dem ehemaligen Vorwerk des Rittergutes Oberstaucha. Urkundlich erwähnt wird es erstmals im Jahr 1541. Nordöstlich von Pöhsig wurden die Reste einer mittelalterlichen Wasserburg gefunden.
- Prositz

Prositz wird als Prostwicz erstmals im Jahr 1334 erwähnt. Der Ortsname leitet sich wahrscheinlich von Propst ab. Diese Bezeichnung weist auf das benachbarte Kloster Staucha hin.
- Ragewitz

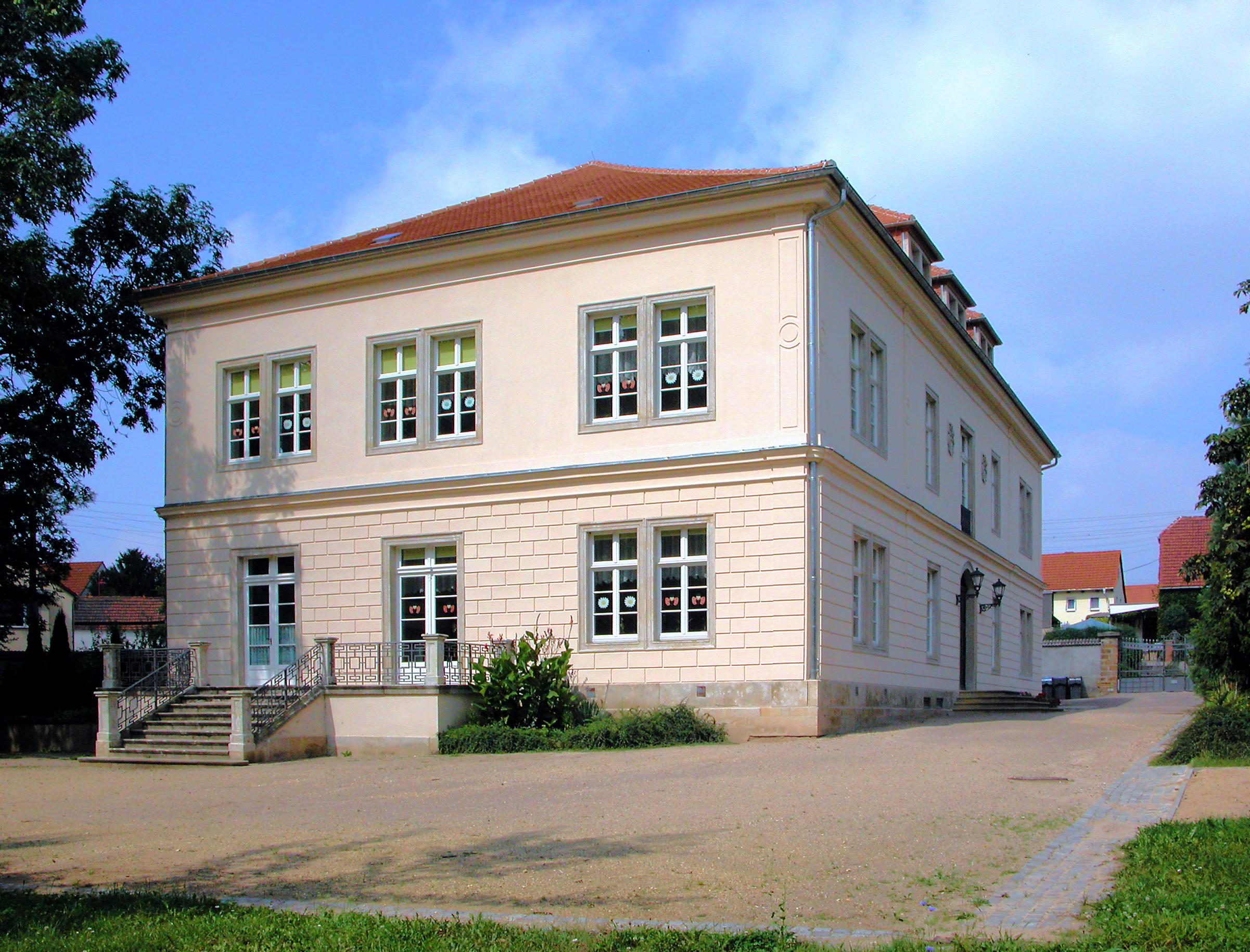
Schule Ragewitz

Im Jahr 1266 als Roguiz erstmals erwähnt und schon seit dem Jahr 1287 Herrensitz.
- Seerhausen

Der Name könnte slawischen Ursprunges sein, vom slawischen Pflanzennamen Zerucha oder Zerus = Hasenfuß, Kresse, Feldblume. Dagegen spricht die deutsche Wortendung -hausen, so dass der Ortsname von seinem vermutlich ersten Besitzer (einer aus dem alten Geschlecht von Seer) herstammt. Das ursprünglich als Wasserfeste an der Jahna gebaute Schloss wurde 1949 gesprengt.
- Staucha

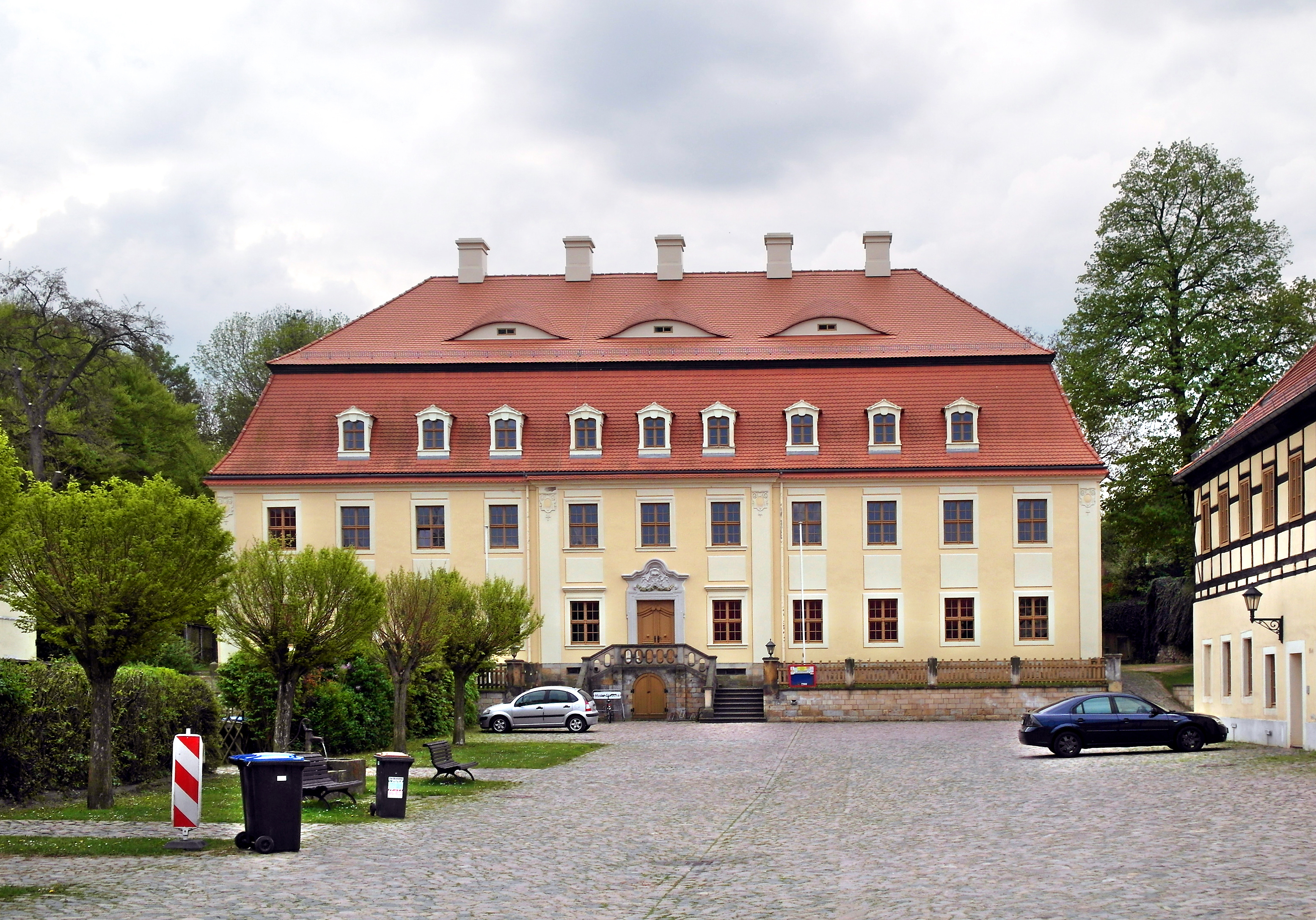
Rittergut Staucha, Herrenhaus

Im Jahr 1259 wird Staucha erstmals als Stuchowe erwähnt. Vom ersten Drittel des 13. Jahrhunderts bis zum Anfang des 14. Jahrhunderts gab es in Staucha ein Nonnenkloster. Durch Teilung des Ortes entstand Oberstaucha. Diese Teilung wurde 1751 wieder rückgängig gemacht.
- Stauchitz

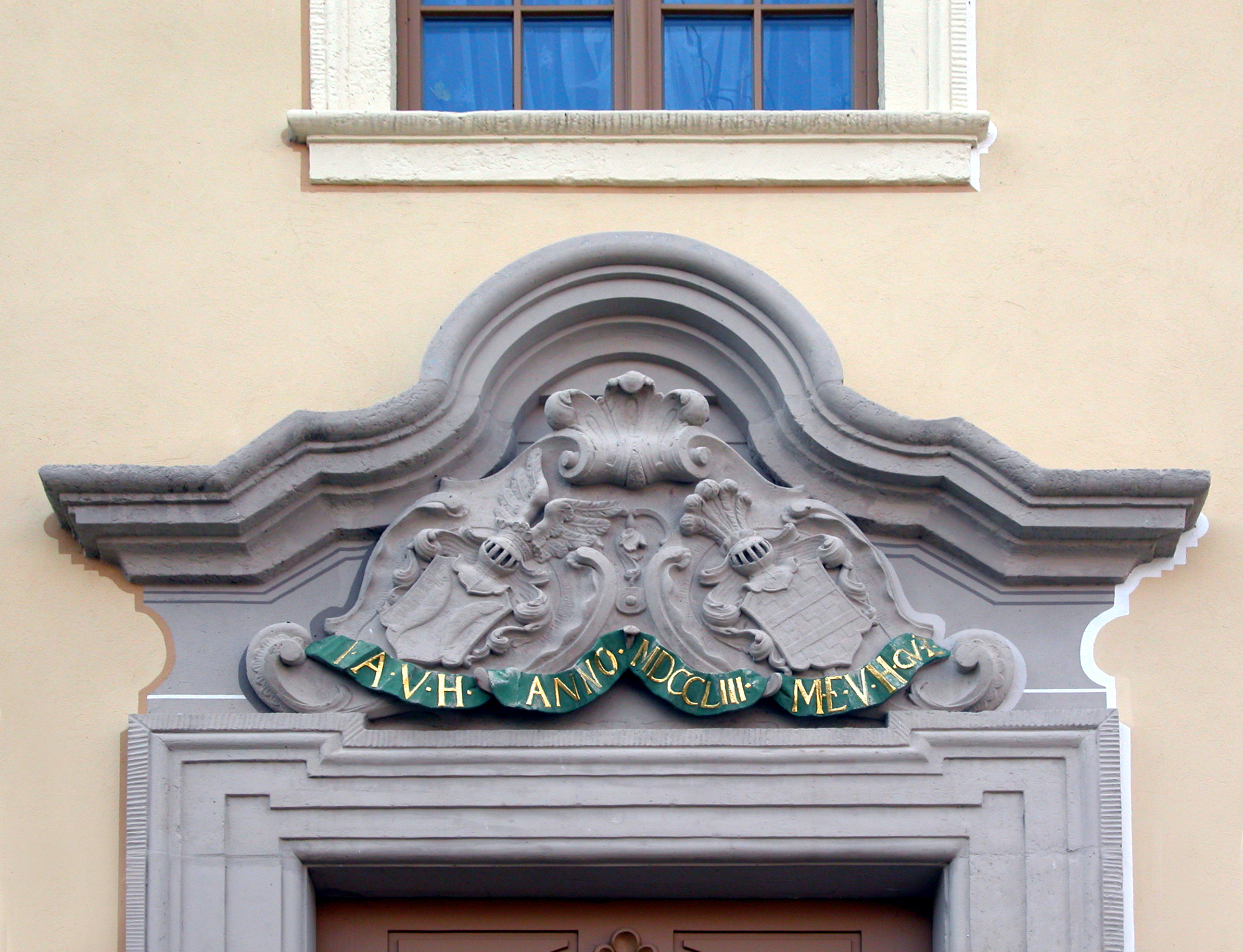
Supraporte am Herrenhaus Stauchitz mit den Wappen Alexander von Hartitzsch und seiner Frau Elisbeth von Zehmen, 1753

Stauchitz wird im Jahr 1428 als Stwchewicz erwähnt. Schon vorher sind aber einige Feudalherren für dieses Gebiet benannt. Auch bronzezeitliche und slawische Siedlungsreste der slawischen Burg Gana wurden gefunden. Das Schloss wurde 1949 abgerissen.
- Steudten

Im Jahr 1243 als Ztudene erwähnt, was sich wahrscheinlich vom altsorbischen studeny = kalt zurückführen lässt. Bis ins 16. Jahrhundert gehörte das Dorf zum Kloster Altzella später zur Stadt Nossen.
- Stösitz

Als Stesciz im Jahr 1283 erwähnt, welches sich von Sdech, Stes oder Stas = Kurzform von Stanislaus ableitet. In Stösitz gab es eine Wasserburg, welche wahrscheinlich 1283 als Herrensitz erwähnt wurde.
- Treben

Im Jahr 1261 als Trebene, was so viel wie Ort des Treba oder Ort auf der Rodung bedeutet, erwähnt.
- Wilschwitz

Der Ort wird als Wilskewicz (altsorbisch für Ort des Vilc(e)k) im Jahr 1334 erwähnt. Seit 1378 ist der Ort auch Herrensitz.

### Eingemeindungen
| Ehemalige Gemeinde  | Datum            | Anmerkung                                    |
| ------------------- | ---------------- | -------------------------------------------- |
| Bloßwitz            | 1. Januar 1994   |                                              |
| Dobernitz           | 1. November 1935 | Eingemeindung nach Staucha                   |
| Dösitz              | 1. November 1935 | Eingemeindung nach Staucha                   |
| Gleina (mit Pöhsig) | 1. November 1935 | Eingemeindung nach Staucha                   |
| Groptitz            | 1. April 1938    | Eingemeindung nach Seerhausen                |
| Grubnitz            | 1. Juli 1950     | Eingemeindung nach Bloßwitz                  |
| Hahnefeld           | 1. Juli 1950     | Eingemeindung nach Bloßwitz                  |
| Ibanitz             | 1. November 1935 | Eingemeindung nach Staucha                   |
| Kalbitz             | 1. April 1938    | Eingemeindung nach Seerhausen                |
| Niederstaucha       | 1. April 1934    | Zusammenschluss mit Oberstaucha zu Staucha   |
| Oberstaucha         | 1. April 1934    | Zusammenschluss mit Niederstaucha zu Staucha |
| Panitz              | 1. April 1937    | Eingemeindung nach Plotitz                   |
| Plotitz             | 1. Januar 1999   |                                              |
| Prositz             | 1. November 1935 | Eingemeindung nach Staucha                   |
| Ragewitz            | 1. Juli 1950     | Eingemeindung nach Bloßwitz                  |
| Seerhausen          | 1. Oktober 1996  | Eingemeindung nach Plotitz                   |
| Staucha             | 1. März 1994     | Eingemeindung nach Plotitz                   |
| Steudten            | 1. November 1935 | Eingemeindung nach Staucha                   |
| Stösitz             | 1. April 1937    | Eingemeindung nach Plotitz                   |
| Treben              | 1. November 1935 | Eingemeindung nach Staucha                   |
| Wilschwitz          | 1. Januar 1919   | Eingemeindung nach Niederstaucha             |

### Der Tod von Günter T.
Am 20. April 2003 wurde der arbeitslose Stahlarbeiter Günter T. auf einer Feier im Jugendclub Giftmische in Stauchitz von den Feiernden über mehrere Stunden hinweg gedemütigt und misshandelt. Er verstarb zwei Tage später an den schweren Hirnverletzungen.
Im Laufe des Prozesses gegen die Angeklagten kritisierte das Landgericht Dresden eine „Mauer des Schweigens“. Die Leipziger Volkszeitung schrieb hierzu am 3. März 2004: „Stauchitz ist klein. Es spricht sich herum, wer was aussagt in diesem Mord-Prozess vor dem Landgericht Dresden.“ Die Angeklagten, bei denen teilweise rechtsextremes Propagandamaterial gefunden wurde, wurden wegen Körperverletzung und unterlassener Hilfeleistung zu Bewährungsstrafen verurteilt.

## Politik

### Gemeinderat
Der Rat der Gemeinde Stauchitz setzt sich aus regulär 14 Mitgliedern zusammen, die alle fünf Jahre bei einer Kommunalwahl neu gewählt werden. Die vergangenen Wahlen führten zu folgenden Ergebnissen und Sitzverteilungen. Die AfD kann in der laufenden Wahlperiode einen Sitz nicht besetzen. Stauchitz verfügt deshalb wie auch von 2019 bis 2024 nur über 13 Räte.
| Sitzverteilung im Gemeinderat 2024Insgesamt 13 Sitze - Linke: 1 - FWJ: 6 - CDU: 3 - BD: 1 - AfD: 2 Die AfD kann einen Sitz nicht besetzen. Der Gemeinderat verkleinert sich entsprechend. | Partei/Liste                           | 2024   | 2024   |        | 2019   | 2019   | 2014   | 2014 |
| Sitzverteilung im Gemeinderat 2024Insgesamt 13 Sitze - Linke: 1 - FWJ: 6 - CDU: 3 - BD: 1 - AfD: 2 Die AfD kann einen Sitz nicht besetzen. Der Gemeinderat verkleinert sich entsprechend. | Partei/Liste                           | %      | Sitze  | %      | Sitze  | %      | Sitze  |      |
| Sitzverteilung im Gemeinderat 2024Insgesamt 13 Sitze - Linke: 1 - FWJ: 6 - CDU: 3 - BD: 1 - AfD: 2 Die AfD kann einen Sitz nicht besetzen. Der Gemeinderat verkleinert sich entsprechend. | Freie Wählervereinigung Jahnatal (FWJ) | 45,0   | 6      | 49,1   | 7      | 44,0   | 6      |      |
| Sitzverteilung im Gemeinderat 2024Insgesamt 13 Sitze - Linke: 1 - FWJ: 6 - CDU: 3 - BD: 1 - AfD: 2 Die AfD kann einen Sitz nicht besetzen. Der Gemeinderat verkleinert sich entsprechend. | Alternative für Deutschland (AfD)      | 18,7   | 2      | 12,6   | 1      | –      | –      |      |
| Sitzverteilung im Gemeinderat 2024Insgesamt 13 Sitze - Linke: 1 - FWJ: 6 - CDU: 3 - BD: 1 - AfD: 2 Die AfD kann einen Sitz nicht besetzen. Der Gemeinderat verkleinert sich entsprechend. | Christlich Demokratische Union (CDU)   | 17,9   | 3      | 18,8   | 3      | 31,6   | 5      |      |
| Sitzverteilung im Gemeinderat 2024Insgesamt 13 Sitze - Linke: 1 - FWJ: 6 - CDU: 3 - BD: 1 - AfD: 2 Die AfD kann einen Sitz nicht besetzen. Der Gemeinderat verkleinert sich entsprechend. | Die Linke                              | 8,1    | 1      | 10,9   | 1      | 15,6   | 2      |      |
| Sitzverteilung im Gemeinderat 2024Insgesamt 13 Sitze - Linke: 1 - FWJ: 6 - CDU: 3 - BD: 1 - AfD: 2 Die AfD kann einen Sitz nicht besetzen. Der Gemeinderat verkleinert sich entsprechend. | Bündnis Deutschland (BD)               | 10,3   | 1      | –      | –      | –      | –      |      |
| Sitzverteilung im Gemeinderat 2024Insgesamt 13 Sitze - Linke: 1 - FWJ: 6 - CDU: 3 - BD: 1 - AfD: 2 Die AfD kann einen Sitz nicht besetzen. Der Gemeinderat verkleinert sich entsprechend. | Freie Demokratische Partei (FDP)       | –      | –      | 8,6    | 1      | 8,8    | 1      |      |
| Sitzverteilung im Gemeinderat 2024Insgesamt 13 Sitze - Linke: 1 - FWJ: 6 - CDU: 3 - BD: 1 - AfD: 2 Die AfD kann einen Sitz nicht besetzen. Der Gemeinderat verkleinert sich entsprechend. | Gesamt                                 | 100    | 13     | 100    | 13     | 100    | 14     |      |
| Sitzverteilung im Gemeinderat 2024Insgesamt 13 Sitze - Linke: 1 - FWJ: 6 - CDU: 3 - BD: 1 - AfD: 2 Die AfD kann einen Sitz nicht besetzen. Der Gemeinderat verkleinert sich entsprechend. | Wahlbeteiligung                        | 73,0 % | 73,0 % | 67,0 % | 67,0 % | 57,8 % | 57,8 % |      |

### Bürgermeister
Bürgermeister ist seit 2020 Dirk Zschoke (seit August 2023 Bündnis Deutschland), der im zweiten Wahlgang mit 49,0 Prozent gewählt wurde.
| Wahl | Bürgermeister | Vorschlag | Wahlergebnis |
| ---- | ------------- | --------- | ------------ |
| 2020 | Dirk Zschoke  | Zschoke   | 49,0 %       |
| 2013 | Frank Seifert | Seifert   | 70,6 %       |
| 2006 | Peter Geißler | Geißler   | 81,5 %       |

## Kultur und Sehenswürdigkeiten

### Sehenswürdigkeiten
- Dorfkirche Bloßwitz
- Schulhaus Bloßwitz von 1802

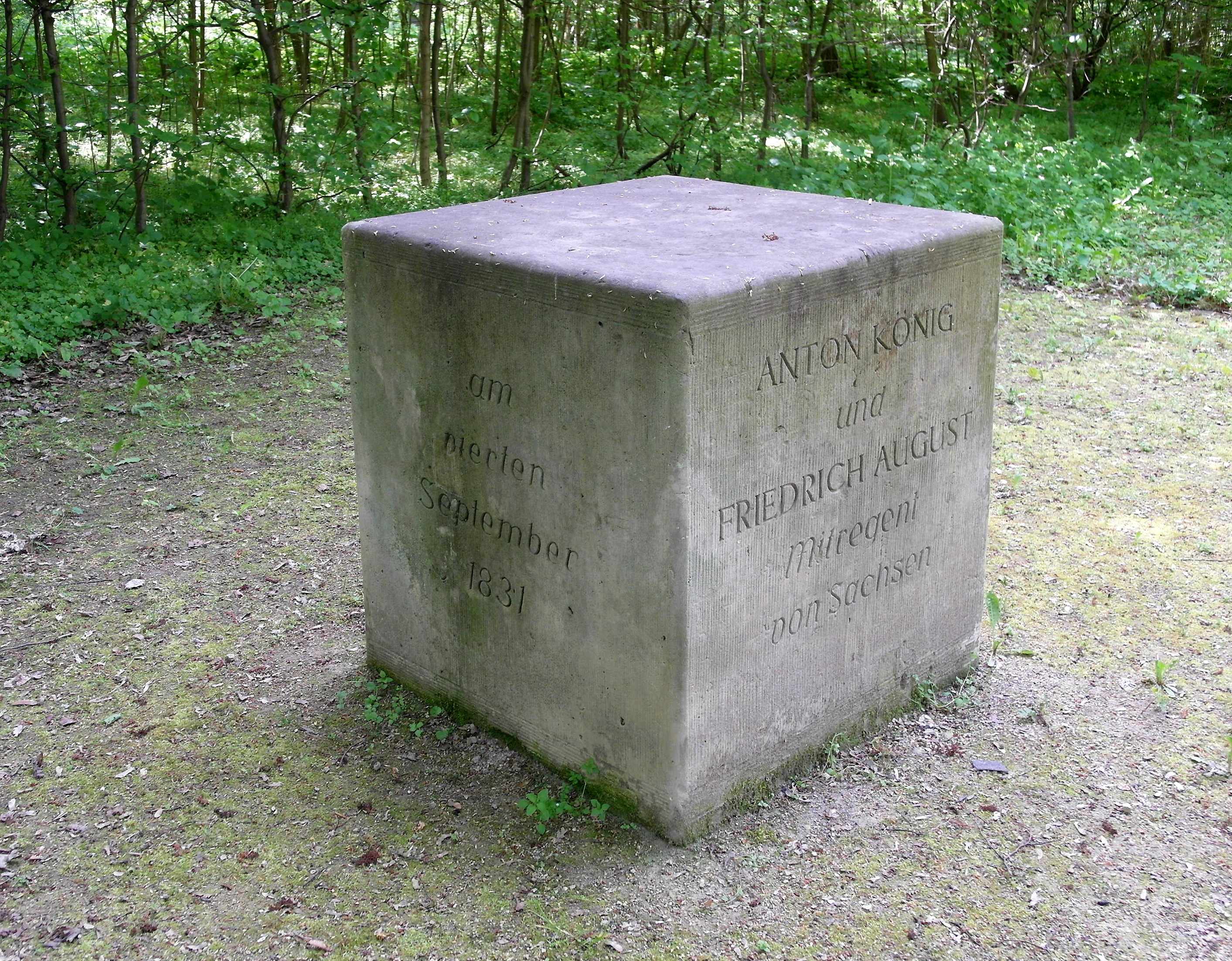
Gedenkstein an die 1. Sächsische Verfassung

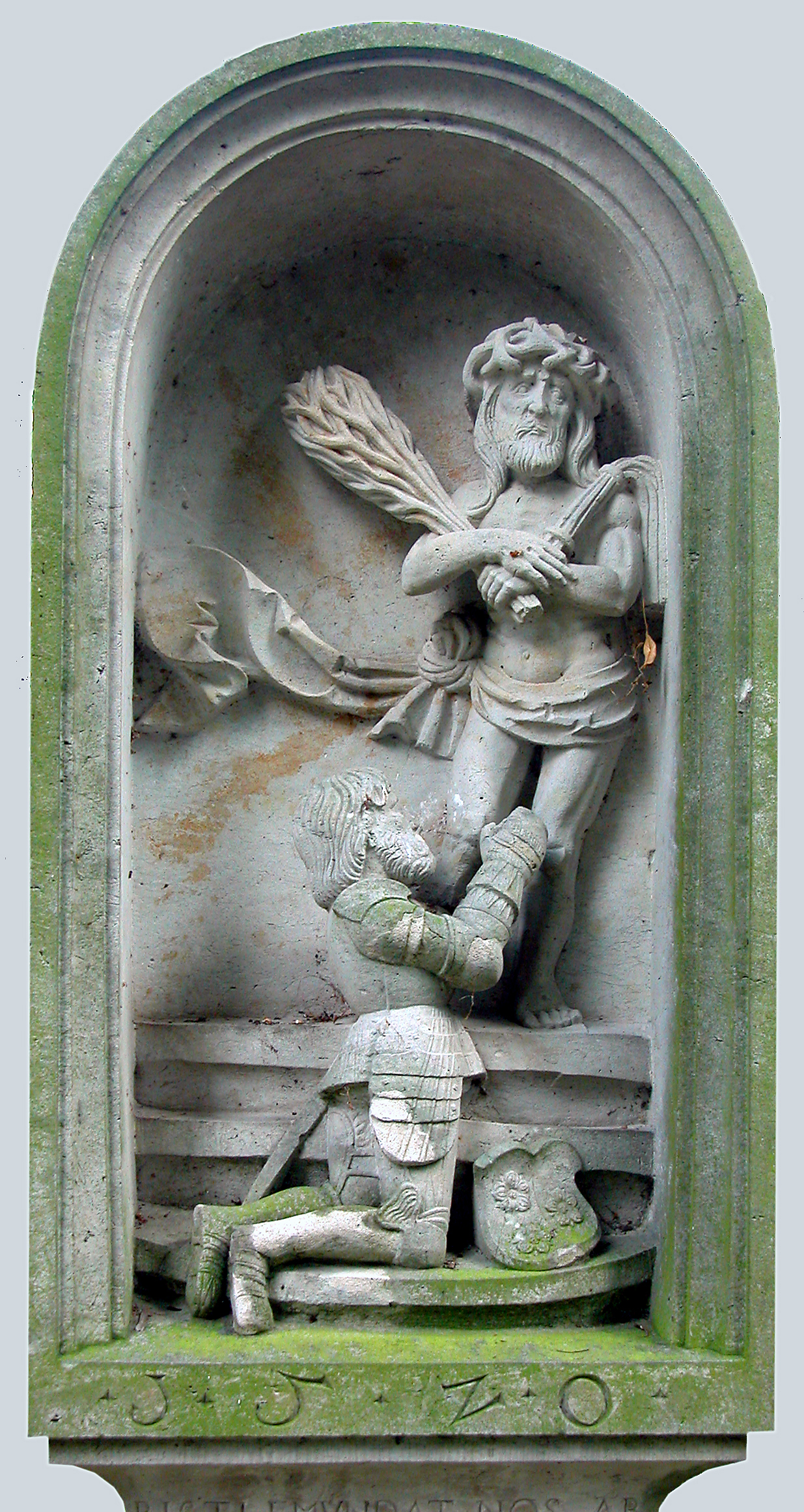
Mönchsäule Ragewitz

- Reste einer Holländerwindmühle bei Dobernitz
- Mönchsäule Ragewitz
- Verfassungsstein in Ragewitz, als Erinnerung an die Verfassungseinführung im Königreich Sachsen am 4. September 1831 errichtet.
- Schlosspark Seerhausen
- Nonnenstein in Staucha
- Weinkeller und Markthalle in Staucha
- Barockes Herrenhaus von 1753 in Staucha
- Neugotische Kirche, von 1861 bis 1863 nach Plänen von Christian Friedrich Arnold erbaut.
- Reste der Burg Gana in Stauchitz
- Alte Poststation in Stauchitz (1725–1816), später Gasthaus „Alte Post“, jetzt Dorfgemeinschaftshaus

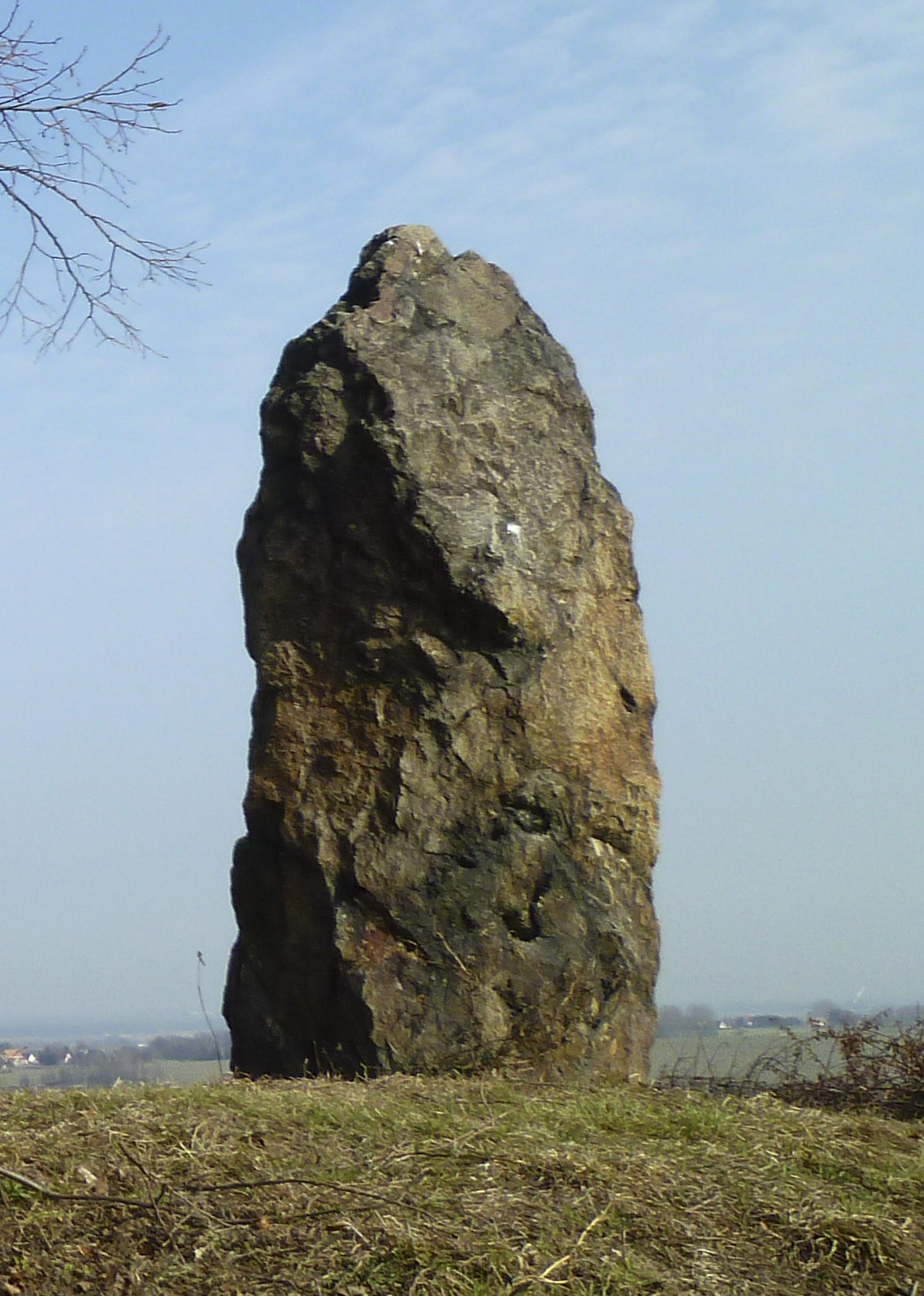
Menhir von Steudten
Südöstlich des Ortsteils Steudten steht auf einer Huthübel genannten Anhöhe in 218 m ü. NN ein Menhir. Man erreicht ihn über einen Feldweg, der etwa 300 m südlich von Steudten von der Zschochauer Straße nach Osten abzweigt. Von einem auf dem Hügel angelegten Rastplatz führt ein Trampelpfad durch ein Gebüsch direkt zum Menhir. Der 1,85 m hohe porphyrne Stein steht auf einem Grabhügel. Der Menhir markiert die Grenze der Landkreise Meißen und Mittelsachsen. Der Name Huthübel lässt vermuten, dass hier im Mittelalter Gerichte abgehalten wurden.

### Kultur

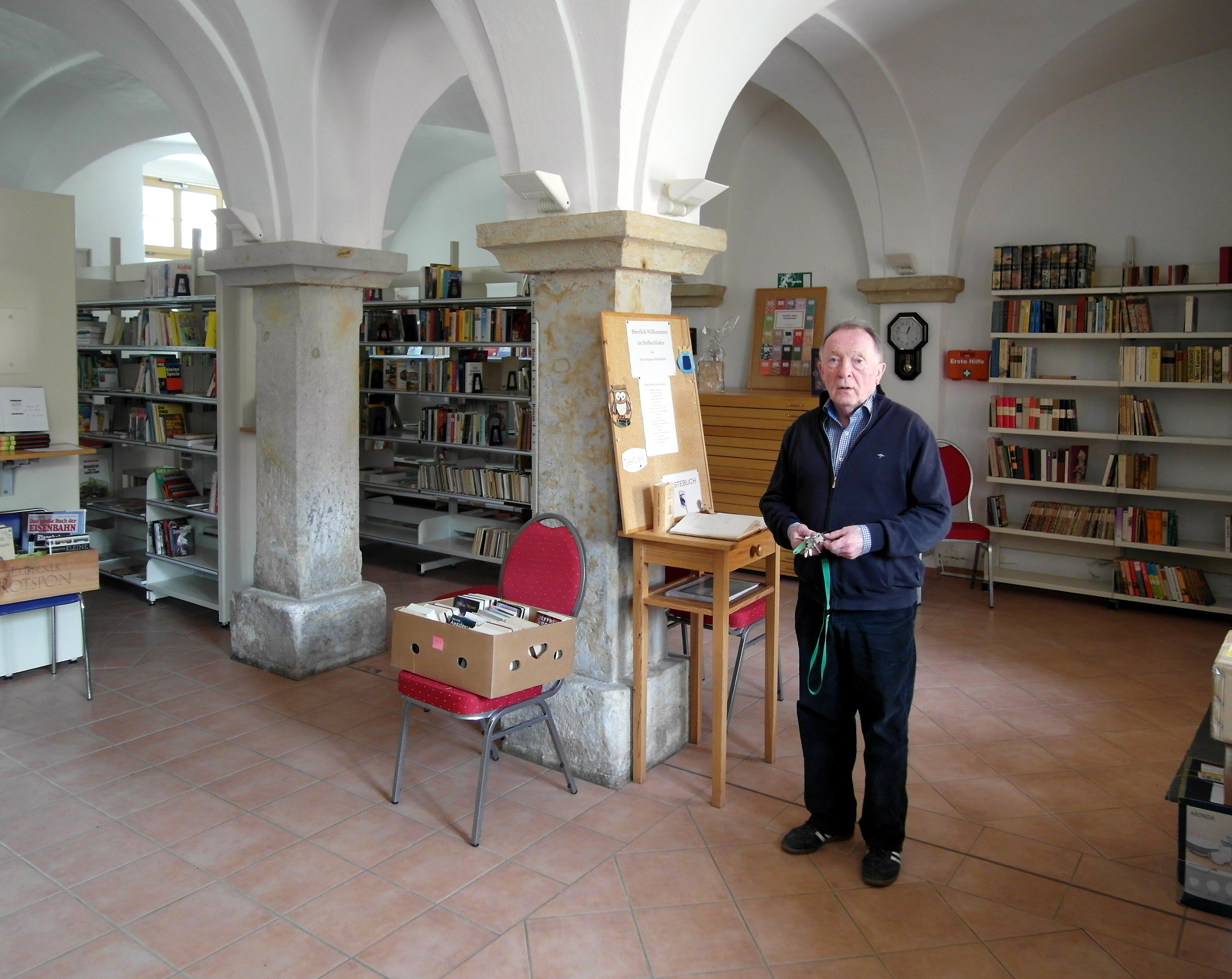
Die Peter-Sodann-Bibliothek im ehemaligen Rittergut Staucha

- Seit 2012 befindet sich die Peter-Sodann-Bibliothek im Ortsteil Staucha für von Peter Sodann gesammelte DDR-Literatur.

### Regelmäßige Veranstaltungen
- Markt in Staucha

## Persönlichkeiten
- Abraham von Schleinitz (1556–1621), Domherr und Rittergutsbesitzer
- Heinrich Ludwig von Zehmen (1743–1832), Deputierter auf dem Lausitzer Landtag, Rittergutsbesitzer
- Ludwig von Zehmen (1812–1892), konservativer Politiker, Präsident der I. Kammer des Sächsischen Landtags
- Walther Weigelt (1877–1965), Bergrechtler und Hochschullehrer an der Bergakademie Freiberg
- Rudolf Dittrich (1903–1990), in Prositz geborener Kammersänger
- Heinz Klunker (1933–2022), im Ortsteil Gropitz geborener Theaterkritiker und Publizist